# 암사동
암사동(岩寺洞)은 서울특별시 강동구에 위치한 법정동으로 8호선 암사역이 있다.
동쪽으로는 천호1동˙명일동과 인접하고, 서쪽은 한강을 건너 광진구, 남쪽은 구 암사시장이 자리한 천호2동, 북쪽은 구리암사대교를 건너 구리시가 있다.

## 역사
암사동이라는 이름은 삼국시대의 9개의 사찰(절터)이 위치해 있어서 구암사(九岩寺), 속칭 바위절이라 하던 것이 암사동으로 변하여 오늘에 이른 것이다. 삼국시대 초창기 백제 불교의 효시인 백중사가 위치했던 자리라 추정한다. 이후 고려 시대에 이르기까지 7개의 사찰이 더 증축이 되었다고 전하였다. 조선시대 구암사리로 불리다가 1914년 주소 사업으로 볕우물, 불현마을, 점마을, 새장터 등을 합하여 구천면 암사리로 이름붙여졌고, 이후 서울에 편입되며 지금의 암사동이 되었다.

신석기시대에 사람이 살던 흔적이 오늘날까지 남아있으며, 이 암사 선사유적지는 사적으로 지정되어 보호받고 있다.

## 자연마을
오늘날 선사유적지에 해당하는 강변 지대는 한강 수로의 뱃길과 맞닿아 배가 쉬어가는 곳이기도 했는데, 이들을 상대로 장사하는 사람이 많아 현금의 유통이 빠르고 구천면의 다른 지역보다 부유했다고 전해진다.
- 참앞: 고려, 조선시대 나루터앞길이나 마을앞길을 참(站) 앞이라고 부르던 데서 유래했는데, 너른나루에서 배를 기다리던 장소였다. 아랫나루터길가라는 뜻으로 하진참(下津站)이라고도 불리었다. 지금의 신암초등학교 방향이다.
- 여문골(여뭇골): 조선 성종때 직제학을 지낸 정성근(鄭誠謹)이 부친상을 당하자 암사동 고덕산일대 부모묘소 밑에다 노막을 짓고 3년간 시묘하다가 성종이 서거하자 3년을 또 보내어 여묘골(6년 시묘-여문골)이라는 말이 지어지게 되었다. 그는 이후 정사에 나가 연산군에게 직언을 많이 하였는데 정직한 그를 보고 아부하던 신하들에게 미움을 사 모함을 받고 죽게 되었으니 이후 그를 시묘하던 그의 아들도 3년상을 치르다 마찬가지로 죽게 된다. 인조반정 이후 인조가 그의 손자에게 대대로 집안에 자랑인 정문을 내리는데 보기 드물게 한집에서 왕에게 6정문을 받았고, 시묘살이를 6년씩 2번 한 곳이라 하여 여문골 또는 여묘골, 우뭇골이라고도 한다. 위치는 지금의 암사취수정수장이다.
- 점말: 도자기를 만드는 점(店)이 있었던 데서 유래했는데 백제시대 때부터 궁궐에 쓰일 그릇을 구워냈던 곳으로 오래 전 광주분원과 함께 도자기 생산으로 유명했던 곳이다. 지금의 서원마을이다.
- 섬말(섭말): 새능말과 안마을 사이에 있는 아주 작은 마을로, 협소한 지형이 마치 불꽃 모양과 같으며 옛 길이 지나고 있다. 주변이 언덕으로 둘러싸여 있어 인근 마을보다 따뜻하므로 한자로 따뜻할 섭(㸎)을 쓰고 발음만 섬말이라고 했다고 전해지는데, 마을 앞 논에 섬을 팠기 때문에, 또는 비가 많이 오면 섬처럼 보이기 때문에 도촌(島村), 즉 섬말이라 했다는 이야기도 있다.
- 새능말: 능말이나 넘말이라고도 하는데, 조선 인조 시절 임진왜란 때의 공신이던 임숙영의 충절이 커 묘를 왕족의 묘(능)처럼 크게 만들었다 해서 새능말이라 한다. 임숙영이 살던 곳도 암사동 일대라고 전하며, 묘는 지금은 다른 곳으로 이장되었다. 지금의 도시공간건물 앞이다.
- 갯말(갯모루): 민물 개펄 (한강) 모퉁이에 있는 마을이므로 갯모루 또는 갯물이라 한 것이다.
- 서원말: 조선시대에 구암사 등 절터 옆으로 서원이 들어섰고, 그 산 아래 기와집들이 자리잡아 마을을 이루었으므로 유래된 이름이다. 지금의 점마을 윗쪽인데 현재 같다.
- 양지말: 볕이 잘드는 한밭 가운데 있는 마을이라 하여 양지말이라고 하였다. 현재 점마을 아래 양지마을로 남아있다.
- 복지말: 본디 이 땅은 일본인들이 복숭아나무와 매화나무, 과수와 조림지역으로 사용했다고 한다. 그러나 홍수이후 1957년에 이석겸(李錫謙), 김재홍(金在弘) 두 사람이 북한에서 내려온 월남 피난민을 위하여 새로 농장을 만들고 복을 받은 마을이란 뜻으로 이름을 지었다. 현재의 암사도서관 윗쪽이다.
- 볕우물마을: 양지마을과 점말 사이에 있던 우물로서 백제인들이 축조했던 우물이라 구전해서 내려온다. 먼 과거 암사동 토성을 짓을때부터 마을과 함께 우물이 생겨났다고 전하는데 물맛이 맑고 특이했다 한다. 볕우물 마을에는 만석꾼(부농) 김종택이 살았는데 집이 99칸이나 되는 거부로서 1920년 조선지도에서도 그의 집의 규모가 보인다. 1950년 그와 그의 가족들은 그 가세를 믿고 전쟁이 나도 피난하지 않았는데 결국 납북되어 종적이 묘연히 사라졌다. 현재의 대명아파트자리이다.
- 부처고개: 암사동에 있는 고개로 돌부처가 있어 부처고개 또는 불현(佛峴)이라 했다. 돌부처상은 일본인들에 도굴당해 사라졌다 한다. 지금의 명일동 순복음교회 옆지역으로 추정된다.
- 토막나루: 구리시 토평리로 건너가는 나루로 나무토막으로 배를 만들어 건너 다녔다고 해서 붙은 명칭. 지금의 구리암사대교 남단쯤이다.
- 도당재: 지금의 신암중학교 앞 언덕을 일컫는다 복지마을이 대거 생기기 전 농번기때 기도하는 신당신과 여러 암자가 많이 있었던 언덕이라고 전한다. 지금의 신암중학교 건너편이었다.
- 구암사지(九岩寺址): 일명 암회사로 신라시대에 절이 9개나 있어, 구암사 또는 속칭 바위절이라 하였으며 그 한자명으로 암사리라 한데서 연유되었다. 지금의 암사동과 고덕산끝에 있는 바위절터라고 남아 전한다.

## 행정 구역
| 법정동 | 행정동    |
| ------ | --------- |
| 암사동 | 암사제1동 |
| 암사동 | 암사제2동 |
| 암사동 | 암사제3동 |

## 주요 시설
- 근접공원 : 생태공원
  - 볕우물 어린이 공원
- 역사 : 선사유적지

## 교통
올림픽대로가 인접해 있어서 교통이 편리하다. 암사대교가 개통되어 있으며, 지하철 8호선이 암사역에서 구리를 거쳐 진접신도시까지 연장 개통이 계획 중이다.

## 문헌
구암사 중 오랫동안 명맥을 유지해 온 백중사(伯仲寺)가 암사라는 이름으로 알려지기도 하였으며, 서거정이 읊은 「백중사」 시가 전한다.
백중사라는 절의 위치에 대해서는 조선시대 집필된 신증동국여지승람 제 6권 광주군 부분에서 백중사 라는절은 하진참(下津站) 동쪽에 있다라고 전하였다.
고려말에서 조선초기때까지 이 절은 위치하였으나 중종때 승과를 없앴고, 이후
임란을 맞이한 뒤 유림들이 번창했던 1700년대 즈음 사라진것으로 추정이 된다.
아래의 시는 경기도 광주군 구천면 암사리 (지금의 서울시 강동구 암사동) 고지봉옆
한강 연안에 있던 일명 암사(岩寺), 또는 암회사(岩回寺) - 백중사(伯仲寺)를 소재로 한 서거정의 사찰과 풍류의시이다.
```
            伯仲寺 백중사에서
```

招提架蒼獻 (초제가창헌)
何日側金開 (하일측금개)
落葉無人掃 (낙엽무인소)
空堂有客來 (공당유객래)
山形臨水斷 (산형임수단)
水勢觸山廻 (수세촉산회)
坐共高僧話 (좌공고승화)
胸襟自不埃 (흉금자불애)
```
      <사가정  : 사가시집 - 보유 . 3>
```

사찰이 푸른 벼랑에 걸렸는데,
언제쯤 금을 펼쳐 저리 지었나.
낙엽이야 쓰는 사람 없을망정
절집에 찾아오는 길손 있구나.
산세는 못물에 이르러 끊겼고
물굽인 산에 부딪쳐 굽도누나.
앉아서 고승과 함께 대화하니
마음은 제냥 세속 티끌 사라져.
벼랑(蒼獻)에 매달린 듯한 사찰(招提),
‘금개’는 ‘부처님을 연화대에 모셨는가’란 뜻이니, 기련 1.2구는 예사롭지 않은 사찰의 전경으로 시상을 열었다.
대구인 3.4구는 ‘없고 : 있음’으로, 대를 맞춰 고즈넉한 산사의 정밀경, 이른바 세속과의 차별성을 전제로 법계의 위상을 설정했다.
5.6구 역시 ‘산 : 물’의 형상으로 대를 맞추되 ‘산 다한 곳, 그러니 산자락 다하자 물이 모인 못이요, 모인 물은 산자락 굽이굽이 굽돌아 흐른다는 백중사의 실경 묘사로 7.8구의 주제를 유도했다.
곧 불자와 유가와의 선문답이 아니라, 유불불이(儒佛不二)의 법문, 혹은 청정법문이었대도 좋다. 워낙 도란 상대에 대한 인정이요, 시문의 예도 역시 다름 아니다.

## 같이 보기
- 고인돌
- 대한민국의 행정 구역